# Montpius
El Montpius es un pico de los Pirineos con una altitud 2276 metros, situado en la comarca del Valle de Arán (provincia de Lérida).

## Descripción
El pico o Tuc de Montpius es el punto con más altura de la Val de Gèles por el que transcurre el barranco de Gèles. Otras montañas que delimitan la Val de Gèles son el Tuc de Mieidia (2191m), Tuc de Letassi (2177m) o el Tuc de Montcorbison (2172 m). 
En las proximidades de la cima nacen el barranco de Gèles y el barranco de Montpius que desembocan ambos en el río Joèu en la Era Artiga de Lin, también nace en sus proximidades el barranco de Casau que desemboca en el río Garona. 
En la Val de Gèles se encuentra Eth Santet de Gausac con la capilla dedicada a la Mair de Diu des Nhèus situada a 1650 metros de altitud cerca del barranco de Gèles.
Desde la cima del Montpius se puede disfrutar de una excelente panorámica del Valle de Arán y de las grandes cimas del Pirineo, como son el Aneto o la Maladeta.